# Michiel Noordewier
Michiel Nassau (Michiel) Noordewier (Dordrecht, 23 januari 1868 - Hilversum, 14 januari 1942) was een Nederlands kunstschilder actief in het Gooi.

## Biografie
Noordewier was een zoon van (con-)rector en amateurtekenaar dr. Hendrik Jan Nassau Noordewier en Antje Helder. Hij was broer van onder meer Anna Noordewier (echtgenote van Anton Pannekoek). Hij studeerde na het gymnasium (Latijnsche School), waar zijn vader les gaf, klassieke letteren te Leiden en promoveerde tot doctor in de klassieke letterkunde in 1891. In zijn Leidse periode maakte hij kennis met kunstenaars Herman Gorter, Alphons Diepenbrock en Hein Boeken
Schilderlessen ontving hij aan de Polytechnische School. Zijn leraar aldaar was Adolf le Comte, ook kreeg hij lessen van Maurits van der Valk in Parijs. Hij zou lid zijn van de Haagse Kunstkring, de Amsterdamse Vereniging Sint Lucas en de Vereniging van Beeldende Kunstenaars (zowel in Laren-Blaricum als Hilversum). Hij zou zich specialiseren als landschapsschilder.
Hij had in zijn jonge jaren een kortstondige loopbaan van een jaar als leraar (weer aan het gymnasium van zijn vader), maar wendde zich toen tot de kunst. Na de Eerste Wereldoorlog zou hij een langere periode lesgeven (Lyceum te Bussum), maar gaf ook privéles klassieke talen.
Noordewier trouwde op dinsdag 11 juli 1893 te Delft als schilder te Putten met de domineesdochter en sopraan Aaltje Reddingius; het echtpaar kreeg twee zonen. Vanaf 22 september 1898 woonde het in Hilversum, waarbij vanaf 1929 in het huis Nieuw Deurne aan de Beethovenlaan 7 (nu nr 27), genoemd naar de geboorteplaats van zijn vrouw. Hij ligt begraven op de begraafplaats aan de Bosdrift aldaar. Hij was via haar zwager van de dichter Joannes Reddingius. Via zijn vrouw kwam hij ook terecht in de muziekwereld. Ze werd hij boorbeeld president van de plaatselijke Maatschappij tot Bevordering der Toonkunst en vicepresident van de Bachvereniging.  

## Werken
- Valkeveen (aquarel) 56 x 46 cm

- Gezicht op de IJssel (olieverf)

(River Isser near Laddum 30 1/2" x 45")
Verkocht in UK 2007, nu in Nederland
- Drie bomen in weidelandschap (olieverf)

- Gezicht op 's Gravenlandse vaart (olieverf) 37 x 49 cm

Verkocht juni 2002 en september 2005
- Gezicht op de haven van Amersfoort (gemengde techniek) 43 x 59 cm

- Stadhuis Oudenaerde (pastel,get.r.o.) 50 x 33 cm

- Gezicht op Oudenaerde (olieverf) 70 x 55 cm

- Dorpje aan plas (krijttekening) 28 x 35 cm

Verkocht 2010
- Gezicht op de rivier de Vecht en de rode brug met zandpad naar Utrecht (olieverf) 42,5 x 52 cm
- Figuren voor de kerk in Naarden
- Zand halen op de Loosdrechtse heide

## Exposities
- Drie en twintigste jaarlijksche tentoonstelling aquarellen, teekeningen, grafisch en beeldhouwwerk, 1914 groepsexpositie van leden

- Biografisch Portaal: 55277840
- Gemeinsame Normdatei: 117054550
- International Standard Name Identifier: 0000 0003 9564 8442
- RKD-Nederlands Instituut voor Kunstgeschiedenis: 89343
- Virtual International Authority File: 47529993
- WorldCat: E39PBJd3KFcBFd7XWPDCcMyPQq